# Kardenachi
Kardenachi – wieś w Gruzji, w regionie Kachetia, w gminie Gurdżaani. W 2014 roku liczyła 3873 mieszkańców.